# カルドゥン
カルドゥン (Kaldoun) はフランスで生産された競走馬および種牡馬である。

## 経歴
競走馬時代にはフランスで走って5勝した。しかし重賞の勝ち鞍はないが、パレ・ロワイヤル賞、パース賞、エドモンブラン賞の3つのG3で2着、ミュゲ賞 (G3) で3着となったことがある。
1981年よりフランスで種牡馬入りし、1992年にフランスの2歳リーディングサイアー、1994年にはフランスリーディングサイアー、1995年には2度目となるフランスの2歳リーディングサイアーに輝き、25歳時の2000年に死亡した。
産駒は、スマドゥンなどの後継種牡馬となり、2000年代以降も父系が続いている。
日本にも競走馬としての産駒が輸入されており、そのなかのシンボリフェザードがオープン馬になっている。

## 主な産駒
- La Koumia / ラクーミア（1982年生、1986年ゲイムリーハンデキャップ）
- Mercalle / メルカル（1986年生、1990年カドラン賞）
- Balleroy / バルロイ（1988年生、種牡馬）
- Smadoun / スマドゥン（1990年生、種牡馬）
- Kaldounevees / カルドゥネヴェ（1991年生、種牡馬）
- Occupandiste / オキュパンディスト（1993年生、1997年モーリス・ド・ゲスト賞、フォレ賞）
- シンボリフェザード（1993年生、1998年セントウルステークス3着、1999年東京新聞杯3着）
- See You Soon / シーユースーン（1994年生、1998年ラモナハンデキャップ）
- Spadoun / スパドゥーン（1996年生、1998年クリテリウムドサンクルー、種牡馬）

## 母の父としての主な産駒
- ファビラスラフイン（1993年生、1996年秋華賞）
- Starine / スタリーン（1997年生、2001年メートリアークステークス、2002年ブリーダーズカップ・フィリー&メアターフ）
- Golden Apples / ゴールデンアップルズ（1998年生、2001年デルマーオークス、2002年ビヴァリーD.ステークス、イエローリボンステークス）
- Zafeen / ザフィーン（2000年生、2003年セントジェームズパレスステークス）
- Arravale / アラヴェイル（2003年生、2006年E.P.テイラーステークス、デルマーオークス）

## 血統表
| カルドゥンの血統フォルティノ系 / Relic 4×4=12.50%、Nearco 5×5=6.25% | カルドゥンの血統フォルティノ系 / Relic 4×4=12.50%、Nearco 5×5=6.25% | カルドゥンの血統フォルティノ系 / Relic 4×4=12.50%、Nearco 5×5=6.25% | （血統表の出典）        | （血統表の出典） |
| 父 Caro 1967 芦毛                                                   | 父の父*フォルティノ 1959 芦毛                                       | Grey Sovereign                                                      | Nasrullah               | Nasrullah        |
| 父 Caro 1967 芦毛                                                   | 父の父*フォルティノ 1959 芦毛                                       | Grey Sovereign                                                      | Kong                    |                  |
| 父 Caro 1967 芦毛                                                   | 父の父*フォルティノ 1959 芦毛                                       | Ranavalo                                                            | Relic                   | Relic            |
| 父 Caro 1967 芦毛                                                   | 父の父*フォルティノ 1959 芦毛                                       | Ranavalo                                                            | Navarra                 |                  |
| 父 Caro 1967 芦毛                                                   | 父の母Chambord 1955 栗毛                                            | Chamossaire                                                         | Precipitation           | Precipitation    |
| 父 Caro 1967 芦毛                                                   | 父の母Chambord 1955 栗毛                                            | Chamossaire                                                         | Snowberry               |                  |
| 父 Caro 1967 芦毛                                                   | 父の母Chambord 1955 栗毛                                            | Life Hill                                                           | Solario                 | Solario          |
| 父 Caro 1967 芦毛                                                   | 父の母Chambord 1955 栗毛                                            | Life Hill                                                           | Lady of the Snows       |                  |
| 母 Katana 1970 鹿毛                                                 | 母の父Le Haar 1954 栗毛                                             | Vieux Manoir                                                        | Brantome                | Brantome         |
| 母 Katana 1970 鹿毛                                                 | 母の父Le Haar 1954 栗毛                                             | Vieux Manoir                                                        | Vieille Maison          |                  |
| 母 Katana 1970 鹿毛                                                 | 母の父Le Haar 1954 栗毛                                             | Mince Pie                                                           | Teleferique             | Teleferique      |
| 母 Katana 1970 鹿毛                                                 | 母の父Le Haar 1954 栗毛                                             | Mince Pie                                                           | Cannelle                |                  |
| 母 Katana 1970 鹿毛                                                 | 母の母Embellie 1962 鹿毛                                            | *ヴェンチア                                                         | Relic                   | Relic            |
| 母 Katana 1970 鹿毛                                                 | 母の母Embellie 1962 鹿毛                                            | *ヴェンチア                                                         | Rose O'Lynn             |                  |
| 母 Katana 1970 鹿毛                                                 | 母の母Embellie 1962 鹿毛                                            | But Lovely                                                          | Sayajirao               | Sayajirao        |
| 母 Katana 1970 鹿毛                                                 | 母の母Embellie 1962 鹿毛                                            | But Lovely                                                          | But Beautiful F-No.12-c |                  |